# Andrea Auer
Andrea Auer (* 1972 in Gmunden) ist eine österreichische Designerin von Autorenschmuck und Künstlerin, die für ihre innovativen Arbeiten und die Verwendung unerwarteter Materialien bekannt ist. Sie lebt und arbeitet in Wien.

## Leben
Auer absolvierte von 1986 bis 1990 die HTL Steyr mit dem Schwerpunkt „Gestaltendes Metallhandwerk“. Anschließend studierte sie von 1995 bis 2002 an der Kunstuniversität Linz in den Bereichen „Metall, Objekt- und Produktgestaltung“ bei Helmuth Gsöllpointner und diplomierte in „Raum- und Designstrategien“ bei Elsa Prochazka. Während ihrer Ausbildung nahm sie an Sommerakademien bei Onno Boekhoudt, Caroline Broadhead und Maria Blaisse teil.
Seit 2002 ist Auer freischaffend tätig. 

## Werk
In ihrer Kollektion „BAK“ experimentierte sie mit Bakelit, dem ersten synthetischen Kunststoff mit starkem Bezug zu den 1920er Jahren. Mit Schmuckstücken wie Ohrringen aus Maschinenknöpfen und einem Collier mit einer Telefon-Sprechmuschel thematisiert sie die sozialgeschichtliche Bedeutung des Materials.
In ihrer Serie „The White Tube“ transformierte Auer weiße Elektrodrähte zu Körperskulpturen und Schmuckobjekten, wodurch sie die Ästhetik des Alltäglichen hervorhebt und technische Materialien in einen neuen Kontext setzt.
Ein zentrales Werk von Andrea Auer ist die Kollektion „PEarls“, die sich mit der Imitation und Neudefinition von Perlen beschäftigt. Die Schmuckstücke entstehen aus PE-Frischhaltefolie, die ursprünglich für den Haushalt entwickelt wurde. Durch das Wickeln der Folie entsteht eine schimmernde Oberfläche, die an den Glanz echter Perlen erinnert.
Andrea Auer gestaltete 2011 fünf Bronzeglocken für die Pfarrkirche Pötting. Jede Glocke ist einem spezifischen Patrozinium gewidmet, darunter das Heilige Kreuz, die Heilige Familie, der Heilige Florian, die Heiligen Petrus und Paulus sowie die Selige Edith Stein als Friedensglocke. Auer integrierte in ihre Gestaltung zentrale Motive, die das jeweilige Patrozinium widerspiegeln. So ziert die Glocke des Heiligen Kreuzes ein Kreuz mit einem darüber hängenden Tuch, ein Hinweis auf die Leinenbinden, die im leeren Grab Jesu zurückgelassen wurdet.
Das Bronzeportal der Kirche in Maria Neustift hat Andrea Auer in Kollaboration mit dem Kunstgießer Wilhelm Lughofer und Riegler Metallbau im Jahr 2014 geschaffen.
Mit den Werken „Eine Handvoll Reis“, einer über zehn Meter langen Kette aus Tausenden aufgefädelten Reiskörnern, sowie „Spoon“, „Essigpatscherl“, „Butterbrot“ und „Krenkette“ setzt sich Auer kritisch mit der symbolischen Bedeutung von Nahrung und Gesundheit auseinander.
2021 veröffentlichte sie ihr Buch „black cherries & elderberries“. „black cherries & elderberries“ dokumentiert drei Jahrzehnte ihres Schaffens und offenbart die Denk- und Arbeitsprozesse der österreichischen Schmuckkünstlerin. 

## Ausstellungen
- 1999 nahm sie an der Gruppenausstellung „Kunst Wien 99“ im MAK – Museum für Angewandte Kunst in Wien teil.
- 2000 war Andrea Auers Arbeit in der Schau „Alles Schmuck“ im Museum für Gestaltung Zürich präsentiert.
- 2010 beteiligte sie sich an der Ausstellung „Eligius 2010“ in der Galerie im Traklhaus in Salzburg.[8]
- 2018 wirkte sie bei der experimentellen Kupferwerkstatt „Eksperimentaalne Vaskehete Töötuba – copper leg artist residency“ in Vaskjala (Estland) mit.[9]
- 2019 wurde ihre Arbeit auf der „Beijing International Jewelry Art Exhibition“ am Beijing Institute of Fashion Technology in China und in der A-Galerii in Tallinn gezeigt.[10]
- 2021 war sie in der Ausstellung „Und...? Woran arbeiten Sie gerade?“ des Kunstvereins kunst.wirt.schaft in Graz vertreten.[11]
- 2022 zeigte sie Arbeiten bei „METALLOphone 6“ im Museum of Applied Arts and Design in Vilnius (Litauen) und realisierte die Einzelausstellung „Now“ in der Galerie V&V Wien. In der A-Galerie des Estnischen Künstlerverbandes in Tallinn nahm Andrea Auer an einer Gemeinschaftsausstellung mit ihrer  Kollektion „PEarls“ teil. Neben Andrea Auer präsentierten auch Künstlerinnen und Künstler aus Israel (Peleg Mercedes Matityahu, Barbara Kisil und Natali Itzhak) sowie aus Estland (Sigrid Kuusk, Tõnis Malkov und HYRV) ihre Werke.[12] Andrea Auer gastierte als Artist-in-Residence in Bad Hall in der Villa Rabl, dem Künstleratelier des Landes Oberösterreich.[13]
- 2023 beteiligte sie sich an der Gruppenausstellung „Mit Eigensinn* Schmuck aus Österreich“ im Goldschmiedehaus Hanau in Deutschland.[14]
- 2024 war ihre Arbeit Teil der internationalen Schau „Beyond Adornment. A Korean-Austrian Jewellery Showcase“ im Seoul Museum of Craft Art in Südkorea.[15]
- 2025 präsentierte sie die Einzelausstellung „mother of pearls“ im Schlossmuseum Linz.[16]

## Auszeichnungen und Stipendien (Auszug)
- 1999 wurde Andrea Auer das Leistungsstipendium des österreichischen Bundesministeriums für Bildung, Wissenschaft und Forschung zuerkannt.[1]
- 2002 folgte ein Stipendium zur Förderung künstlerisch-wissenschaftlicher Arbeiten in Amsterdam.[1]
- 2019 wurde ein Arbeitsstipendium am Suzhou Art & Design Technology Institute vom Bundeskanzleramt Österreich gewährt.[17]
- 2020 erhielt sie einen Preis beim Ideenwettbewerb „Creatives for Vienna“ der Wirtschaftsagentur Wien.
- 2022 wurde Auer für den Eligius-Schmuckpreis nominiert und ihre Arbeiten im Traklhaus Salzburg präsentiert.[18]